# Simone Pepe
Simone Pepe (Albano Laziale, 30 agosto 1983) è un procuratore sportivo ed ex calciatore italiano, di ruolo centrocampista o attaccante.

## Biografia
Nasce ad Albano Laziale da una famiglia campana, originaria di Nocera Inferiore e Pagani, entrambe in provincia di Salerno.
Dal 2004 è legato ad Agnese, dalla quale ha avuto due figli.

## Caratteristiche tecniche
Cresciuto come attaccante nelle giovanili della Roma, si distingue successivamente come ala o esterno offensivo, preferibilmente a destra. Alla Juventus è stato talvolta anche chiamato, per necessità, a ricoprire il ruolo di seconda punta e di tornante.

## Carriera

### Giocatore

#### Club

##### Gli inizi

Simone Motta e Pepe al Teramo nel 2002-2003

Dopo le giovanili con Campoleone e Albalonga, viene acquistato dalla Roma. Inizia la carriera da professionista nel Lecco, a 18 anni, giocando le prime 5 partite in carriera. L'anno successivo, a Teramo, è titolare fisso e firma 11 reti in 31 presenze, prestazioni che gli valgono il salto di categoria.
Nel 2003 passa infatti al Palermo, compagine di Serie B, con cui gioca 19 partite in campionato segnando una rete al Pescara nella settima giornata nella partita poi vinta per 2-1, mentre in Coppa Italia gioca 5 partite segnando 2 gol, quello del vantaggio nella vittoria contro l'AlbinoLeffe per 2-0 e quello che sblocca la partita del ritorno degli ottavi di finale persa per 2-1 contro la Roma. A fine stagione ottiene la promozione in Serie A vincendo il campionato.
Nella stagione successiva gioca invece con il Piacenza, sempre in Serie B, arrivando in Emilia con la formula del prestito dopo che la società rosanero lo ha riscattato dalla Roma. Qui realizza 12 reti in 30 partite e una rete in due partite di Coppa Italia.
Nel 2005-2006 gioca per la prima volta in Serie A, tornato al Palermo. Dopo 3 partite di campionato e 3 di Coppa UEFA, a gennaio approda all'Udinese, con cui chiude la stagione con 6 presenze in campionato e 3 in Coppa Italia. L'anno successivo l'Udinese lo cede in prestito al Cagliari, con il quale realizza il suo primo gol nel massimo campionato che vale la vittoria per 1-0 al Sant'Elia proprio contro il Palermo il 18 novembre 2006. Chiude la stagione con 36 presenze complessive e 3 gol.

##### Udinese
Nell'estate 2007, dopo la risoluzione della comproprietà tra Udinese e Palermo alle buste, passa in maglia bianconera, diventando titolare inamovibile dello scacchiere di Pasquale Marino. In Coppa Italia l'Udinese si ferma ai quarti di finale, eliminata dal Catania: Pepe colleziona 5 presenze e va a segno nelle due partite contro gli etnei, sia all'andata (Udinese-Catania 3-2) segnando il momentaneo 2-2 su rigore, sia al ritorno (Catania-Udinese 2-1) realizzando il gol del momentaneo vantaggio. Il 2 febbraio 2008 segna il suo primo gol con la maglia dell'Udinese in campionato, contro il Napoli al San Paolo, mettendo a segno l'unica rete dei friulani nella partita finita 3-1 per i partenopei. Chiude l'annata 2007-2008 con 33 presenze e 3 gol, l'annata 2008-2009 con 33 presenze e 4 reti, mentre il 2009-2010 con 32 presenze e 7 gol, molti dei quali avvenuti nella seconda parte di stagione.

##### Juventus
Il 9 giugno 2010 la Juventus ne ufficializza l'acquisto dall'Udinese in prestito oneroso per quasi 2,6 milioni di euro con diritto di riscatto a favore della società torinese già fissato a 7,5 milioni di euro. Esordisce in bianconero il 29 luglio 2010 in Shamrock Rovers-Juventus (0-2), nell'andata del terzo turno preliminare di Europa League. Il suo primo gol lo segna alla seconda giornata di campionato il 12 settembre nella gara interna pareggiata per 3-3 contro la Sampdoria. Chiude la stagione con 42 presenze e 6 reti fra campionato, Coppa Italia e UEFA Europa League; nonostante un'annata deludente per la squadra torinese sul piano dei risultati, Pepe è tra i migliori dei suoi e assurge immediatamente fra i beniamini della tifoseria bianconera in questa fase storica.

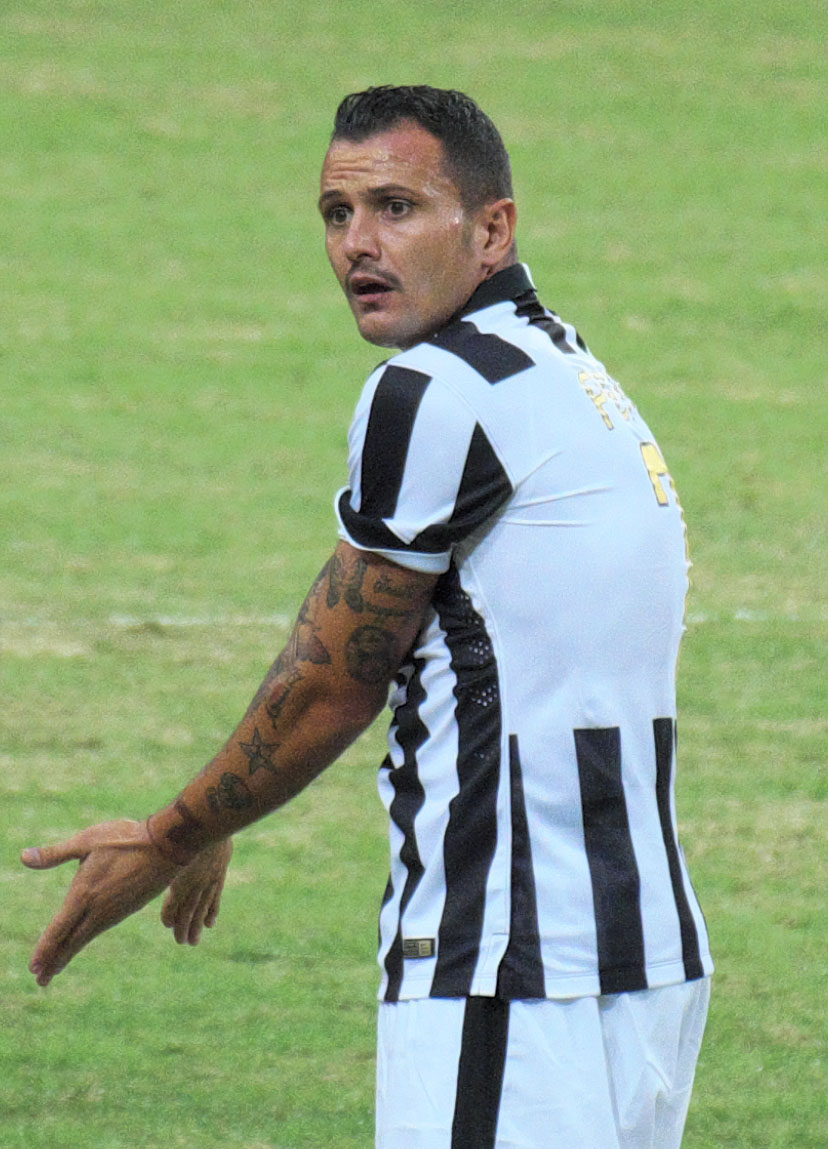
Pepe alla Juventus nel precampionato dell'estate 2014

Il 22 giugno 2011 la Juventus comunica di aver esercitato il diritto di opzione per l'acquisizione a titolo definitivo del giocatore, versando una somma di 7,5 milioni nelle casse dell'Udinese. Inizia la stagione 2011-2012 debuttando nel nuovo stadio della Juventus segnando contro il Parma il gol del 2-0 su assist di Alessandro Del Piero (partita terminata 4-1). Il 6 maggio 2012 conquista lo scudetto con la maglia bianconera — il primo in carriera —, chiudendo la stagione con 31 presenze in campionato e 2 in Coppa Italia, persa in finale contro il Napoli, segnando 6 gol tutti nel primo torneo. Il 26 luglio 2012 viene deferito dal procuratore federale Stefano Palazzi per omessa denuncia, nell'ambito dell'inchiesta calcioscommesse, per fatti risalenti alla sua militanza nell'Udinese, in relazione alla partita Udinese-Bari (3-3). Il 3 agosto il procuratore Palazzi avanza per il giocatore la richiesta di un anno di squalifica, ma il 10 agosto viene assolto. Nel frattempo l'11 agosto, allo Stadio Nazionale di Pechino, arriva la vittoria della sua prima Supercoppa italiana, grazie al punteggio di 4-2 sul Napoli. Il 13 agosto Palazzi presenta ricorso contro la sua assoluzione, respinto il 21 dello stesso mese dalla Corte Federale.
La stagione che segue, dopo aver collezionato una sola presenza in campionato (contro la Lazio il 17 novembre 2012), a causa di una lunga serie di infortuni, vince il suo secondo scudetto consecutivo dopo la vittoria per 1-0 sul Palermo del 5 maggio 2013. Si era operato il precedente 27 febbraio al muscolo semimembranoso della coscia sinistra, che gli aveva causato fastidi anche all'inizio dell'annata 2013-2014. Dopo un paio di partite con la formazione Primavera, torna in campo con la prima squadra il 18 dicembre 2013, a più di un anno di distanza dall'ultima apparizione, entrando all'81' della partita di Coppa Italia vinta per 3-0 in casa contro l'Avellino. A metà febbraio 2014 un nuovo infortunio alla coscia sinistra lo costringe a stare fuori dal campo, rendendosi disponibile per la partita del 19 aprile contro il Bologna. Il 4 maggio 2014 arriva la conquista del suo terzo scudetto consecutivo, e il giorno successivo torna in campo in campionato nella partita Juventus-Atalanta (1-0) della 36ª giornata. Chiude la stagione con la terza presenza compresa la Coppa Italia, nell'ultima giornata di campionato vinta per 3-0 sul Cagliari.
Dopo una lunga assenza, dovuta a un infortunio che è peggiorato nel tempo (lesione al muscolo flessore della coscia sinistra, degenerata in calcificazione), il 15 gennaio 2015 torna in campo giocando da titolare (per la prima volta dopo tre anni) la gara degli ottavi di Coppa Italia contro il Verona, vinta dai bianconeri per 6-1; l'ultima sua presenza risaliva al 24 settembre 2014, in campionato, nella vittoria casalinga contro il Cesena (3-0), quando giocò tre minuti entrando dalla panchina. Il 23 maggio torna al goal, su calcio di rigore, contro il Napoli in casa, chiudendo il risultato sul 3-1 a favore dei bianconeri. A giugno rimane svincolato. In tutto con la maglia della Juventus in cinque stagioni ha collezionato 95 presenze e 13 gol.

##### Chievo e Pescara
L'11 agosto 2015 firma per il Chievo. Esordisce con la maglia gialloblù durante la partita di Coppa Italia persa contro la Salernitana, entrando al 37' del secondo tempo al posto di Birsa; il debutto in campionato avviene alla prima giornata, in Chievo-Lazio 4-0, sostituendo all'81' ancora Birsa. Il 6 gennaio 2016 segna nella gara interna contro la Roma il definitivo 3-3 su calcio di punizione: si tratta della prima rete, nella storia del calcio italiano, assegnata tramite la tecnologia di porta.
Il 22 agosto 2016 si trasferisce al Pescara. Dopo solo 12 presenze (molte delle quali da subentrato) annuncia il ritiro al termine della stagione..

#### Nazionale

##### Nazionali giovanili
A livello di nazionali giovanili, ha raccolto la sua prima chiamata azzurra nel 2001, con l'Under-17, in un 4-1 all'Inghilterra, esordio bagnato anche da un gol. Seguono 9 presenze nella Under-19, condite da 6 reti (una doppietta contro i Paesi Bassi) e 13 con l'Under-20 (sempre sei gol e ancora con una doppietta, alla Svizzera). Debutta con l'Under-21 l'11 maggio 2004 in Italia-Polonia (3-1) e in 12 presenze riesce a segnare 2 gol.

##### Nazionale maggiore
Esordisce in nazionale l'11 ottobre 2008, a 25 anni, nella partita delle qualificazioni mondiali contro la Bulgaria (0-0) disputata a Sofia. Il CT Marcello Lippi, dopo averlo fatto esordire, lo inserisce stabilmente nel gruppo e lo convoca per la Confederations Cup 2009. Fa il suo esordio nella manifestazione subentrando nella seconda partita del girone, Egitto-Italia (1-0).
L'anno seguente è stato inserito nella lista dei 23 convocati per il Mondiale 2010 in Sudafrica, durante il quale scende in campo da titolare nelle tre partite disputate dagli Azzurri, che vengono eliminati al primo turno. Con il CT Cesare Prandelli colleziona altre 5 presenze prima di uscire dal giro della nazionale nel 2011.

### Dopo il ritiro
Dopo una breve esperienza dirigenziale come team manager del Pescara, nel 2017 diventa procuratore sportivo con la SP Group di Pescara; tra i suoi assistiti spicca Gianluca Caprari, suo compagno proprio in Abruzzo, e Cristian Bucchi. Collabora con lui l’ex attaccante Giuseppe Sculli.

## Statistiche

### Presenze e reti nei club
| Stagione        | Squadra         | Campionato      | Campionato | Campionato | Coppe nazionali | Coppe nazionali | Coppe nazionali | Coppe continentali | Coppe continentali | Coppe continentali | Altre coppe | Altre coppe | Altre coppe | Totale | Totale |
| Stagione        | Squadra         | Comp            | Pres       | Reti       | Comp            | Pres            | Reti            | Comp               | Pres               | Reti               | Comp        | Pres        | Reti        | Pres   | Reti   |
| --------------- | --------------- | --------------- | ---------- | ---------- | --------------- | --------------- | --------------- | ------------------ | ------------------ | ------------------ | ----------- | ----------- | ----------- | ------ | ------ |
| 2001-gen. 2002  | Roma            | A               | 0          | 0          | CI              | 0               | 0               | UCL                | 0                  | 0                  | SI          | 0           | 0           | 0      | 0      |
| gen.-giu. 2002  | Lecco           | C1              | 5          | 0          | CI              | -               | -               | -                  | -                  | -                  | -           | -           | -           | 5      | 0      |
| 2002-2003       | Teramo          | C1              | 31+2       | 11+0       | CI-C            | 1               | 1               | -                  | -                  | -                  | -           | -           | -           | 34     | 12     |
| 2003-2004       | Palermo         | B               | 19         | 1          | CI              | 5               | 2               | -                  | -                  | -                  | -           | -           | -           | 24     | 3      |
| 2004-2005       | Piacenza        | B               | 30         | 12         | CI              | 2               | 1               | -                  | -                  | -                  | -           | -           | -           | 32     | 13     |
| 2005-gen. 2006  | Palermo         | A               | 3          | 0          | CI              | 0               | 0               | CU                 | 3                  | 0                  | -           | -           | -           | 6      | 0      |
| Totale Palermo  | Totale Palermo  | Totale Palermo  | 22         | 1          |                 | 5               | 2               |                    | 3                  | 0                  |             | -           | -           | 30     | 3      |
| gen.-giu. 2006  | Udinese         | A               | 6          | 0          | CI              | 3               | 0               | CU                 | 0                  | 0                  | -           | -           | -           | 9      | 0      |
| 2006-2007       | Cagliari        | A               | 36         | 3          | CI              | 3               | 0               | -                  | -                  | -                  | -           | -           | -           | 39     | 3      |
| 2007-2008       | Udinese         | A               | 33         | 3          | CI              | 5               | 2               | -                  | -                  | -                  | -           | -           | -           | 38     | 5      |
| 2008-2009       | Udinese         | A               | 33         | 4          | CI              | 1               | 0               | CU                 | 11                 | 2                  | -           | -           | -           | 45     | 6      |
| 2009-2010       | Udinese         | A               | 32         | 7          | CI              | 4               | 0               | -                  | -                  | -                  | -           | -           | -           | 36     | 7      |
| Totale Udinese  | Totale Udinese  | Totale Udinese  | 104        | 14         |                 | 13              | 2               |                    | 11                 | 2                  |             | -           | -           | 128    | 18     |
| 2010-2011       | Juventus        | A               | 30         | 5          | CI              | 2               | 1               | UEL                | 10                 | 0                  | -           | -           | -           | 42     | 6      |
| 2011-2012       | Juventus        | A               | 31         | 6          | CI              | 2               | 0               | -                  | -                  | -                  | -           | -           | -           | 33     | 6      |
| 2012-2013       | Juventus        | A               | 1          | 0          | CI              | 0               | 0               | UCL                | 0                  | 0                  | SI          | 0           | 0           | 1      | 0      |
| 2013-2014       | Juventus        | A               | 2          | 0          | CI              | 1               | 0               | UCL+UEL            | 0                  | 0                  | SI          | 0           | 0           | 3      | 0      |
| 2014-2015       | Juventus        | A               | 12         | 1          | CI              | 3               | 0               | UCL                | 1                  | 0                  | SI          | 0           | 0           | 16     | 1      |
| Totale Juventus | Totale Juventus | Totale Juventus | 76         | 12         |                 | 8               | 1               |                    | 11                 | 0                  |             | 0           | 0           | 95     | 13     |
| 2015-2016       | Chievo          | A               | 22         | 3          | CI              | 1               | 0               | -                  | -                  | -                  | -           | -           | -           | 23     | 3      |
| 2016-2017       | Pescara         | A               | 12         | 0          | CI              | 0               | 0               | -                  | -                  | -                  | -           | -           | -           | 12     | 0      |
| Totale carriera | Totale carriera | Totale carriera | 340        | 55         |                 | 33              | 7               |                    | 25                 | 2                  |             | 0           | 0           | 398    | 64     |

### Cronologia presenze e reti in nazionale
| Cronologia completa delle presenze e delle reti in nazionale ― Italia | Cronologia completa delle presenze e delle reti in nazionale ― Italia | Cronologia completa delle presenze e delle reti in nazionale ― Italia | Cronologia completa delle presenze e delle reti in nazionale ― Italia | Cronologia completa delle presenze e delle reti in nazionale ― Italia | Cronologia completa delle presenze e delle reti in nazionale ― Italia | Cronologia completa delle presenze e delle reti in nazionale ― Italia | Cronologia completa delle presenze e delle reti in nazionale ― Italia |
| Data                                                                  | Città                                                                 | In casa                                                               | Risultato                                                             | Ospiti                                                                | Competizione                                                          | Reti                                                                  | Note                                                                  |
| --------------------------------------------------------------------- | --------------------------------------------------------------------- | --------------------------------------------------------------------- | --------------------------------------------------------------------- | --------------------------------------------------------------------- | --------------------------------------------------------------------- | --------------------------------------------------------------------- | --------------------------------------------------------------------- |
| 11-10-2008                                                            | Sofia                                                                 | Bulgaria                                                              | 0 – 0                                                                 | Italia                                                                | Qual. Mondiali 2010                                                   | -                                                                     |                                                                       |
| 15-10-2008                                                            | Lecce                                                                 | Italia                                                                | 2 – 1                                                                 | Montenegro                                                            | Qual. Mondiali 2010                                                   | -                                                                     |                                                                       |
| 19-11-2008                                                            | Atene                                                                 | Grecia                                                                | 1 – 1                                                                 | Italia                                                                | Amichevole                                                            | -                                                                     | 46’                                                                   |
| 10-2-2009                                                             | Londra                                                                | Brasile                                                               | 2 – 0                                                                 | Italia                                                                | Amichevole                                                            | -                                                                     | 46’                                                                   |
| 28-3-2009                                                             | Podgorica                                                             | Montenegro                                                            | 0 – 2                                                                 | Italia                                                                | Qual. Mondiali 2010                                                   | -                                                                     | 9’                                                                    |
| 1-4-2009                                                              | Bari                                                                  | Italia                                                                | 1 – 1                                                                 | Irlanda                                                               | Qual. Mondiali 2010                                                   | -                                                                     | 55’                                                                   |
| 10-6-2009                                                             | Pretoria                                                              | Italia                                                                | 4 – 3                                                                 | Nuova Zelanda                                                         | Amichevole                                                            | -                                                                     | 61’                                                                   |
| 18-6-2009                                                             | Johannesburg                                                          | Egitto                                                                | 1 – 0                                                                 | Italia                                                                | Conf. Cup 2009 - 1º turno                                             | -                                                                     | 64’                                                                   |
| 21-6-2009                                                             | Pretoria                                                              | Italia                                                                | 0 – 3                                                                 | Brasile                                                               | Conf. Cup 2009 - 1º turno                                             | -                                                                     | 46’                                                                   |
| 12-8-2009                                                             | Basilea                                                               | Svizzera                                                              | 0 – 0                                                                 | Italia                                                                | Amichevole                                                            | -                                                                     | 31’                                                                   |
| 9-9-2009                                                              | Torino                                                                | Italia                                                                | 2 – 0                                                                 | Bulgaria                                                              | Qual. Mondiali 2010                                                   | -                                                                     | 73’                                                                   |
| 10-10-2009                                                            | Dublino                                                               | Irlanda                                                               | 2 – 2                                                                 | Italia                                                                | Qual. Mondiali 2010                                                   | -                                                                     | 89’                                                                   |
| 14-10-2009                                                            | Parma                                                                 | Italia                                                                | 3 – 2                                                                 | Cipro                                                                 | Qual. Mondiali 2010                                                   | -                                                                     | 46’                                                                   |
| 3-6-2010                                                              | Bruxelles                                                             | Italia                                                                | 1 – 2                                                                 | Messico                                                               | Amichevole                                                            | -                                                                     | 46’ 52’                                                               |
| 5-6-2010                                                              | Ginevra                                                               | Svizzera                                                              | 1 – 1                                                                 | Italia                                                                | Amichevole                                                            | -                                                                     | 46’                                                                   |
| 14-6-2010                                                             | Città del Capo                                                        | Italia                                                                | 1 – 1                                                                 | Paraguay                                                              | Mondiali 2010 - 1º turno                                              | -                                                                     |                                                                       |
| 20-6-2010                                                             | Nelspruit                                                             | Italia                                                                | 1 – 1                                                                 | Nuova Zelanda                                                         | Mondiali 2010 - 1º turno                                              | -                                                                     | 46’                                                                   |
| 24-6-2010                                                             | Johannesburg                                                          | Slovacchia                                                            | 3 – 2                                                                 | Italia                                                                | Mondiali 2010 - 1º turno                                              | -                                                                     | 76’                                                                   |
| 10-8-2010                                                             | Londra                                                                | Italia                                                                | 0 – 1                                                                 | Costa d'Avorio                                                        | Amichevole                                                            | -                                                                     | 74’                                                                   |
| 3-9-2010                                                              | Tallinn                                                               | Estonia                                                               | 1 – 2                                                                 | Italia                                                                | Qual. Euro 2012                                                       | -                                                                     | 60’                                                                   |
| 8-10-2010                                                             | Belfast                                                               | Irlanda del Nord                                                      | 0 – 0                                                                 | Italia                                                                | Qual. Euro 2012                                                       | -                                                                     | 84’                                                                   |
| 11-11-2011                                                            | Breslavia                                                             | Polonia                                                               | 0 – 2                                                                 | Italia                                                                | Amichevole                                                            | -                                                                     | 46’                                                                   |
| 15-11-2011                                                            | Roma                                                                  | Italia                                                                | 0 – 1                                                                 | Uruguay                                                               | Amichevole                                                            | -                                                                     | 46’                                                                   |
| Totale                                                                |                                                                       | Presenze                                                              | 23                                                                    |                                                                       | Reti                                                                  | 0                                                                     |                                                                       |

## Palmarès

### Club
- Campionato italiano di Serie B: 1

Palermo: 2003-2004
- Campionato italiano: 4

Juventus: 2011-2012, 2012-2013, 2013-2014, 2014-2015
- Coppa Italia: 1

Juventus: 2014-2015

### Nazionale
- Torneo Quattro Nazioni: 1

Italia Under-20: 2002-2003